# Asda

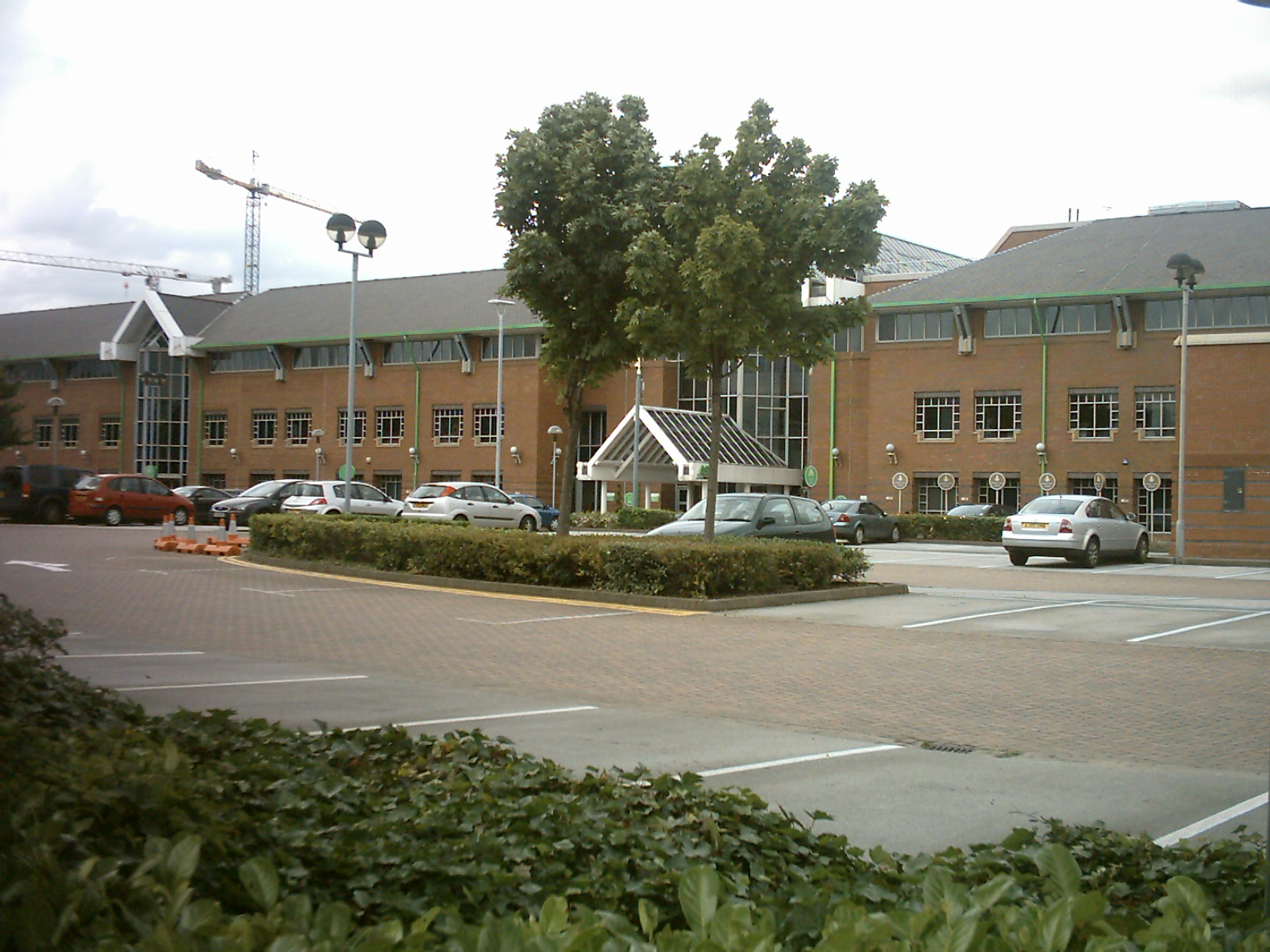
Asda House i Leeds.

Asda är en dagligvarukedja i Storbritannien med 122 000 anställda (2003). Företagets namn är en förkortning av Asquith & Dairies, och bildades 1965 av bönder från Yorkshire. Wal-Mart äger företaget sedan 1999. 